# ام‌تی بونسو
ام‌تی بونسو (به انگلیسی: MT Bonsu) یک کشتی است که طول آن ۱۴۳ متر (۴۶۹ فوت) می‌باشد.